# Anna Shirley
Anna Shirley (Anne Shirley) è un personaggio immaginario creato da Lucy Maud Montgomery, protagonista della serie di romanzi Anna dai capelli rossi.

## Biografia
Anna Shirley, nata a Bolinbroke in Nuova Scozia da Walter e Bertha Shirley, nata Willis, rimane orfana a pochi mesi dalla nascita a causa di una malattia infettiva che colpì i suoi genitori. Viene cresciuta dapprima dalla famiglia Thomas, per poi essere introdotta nella famiglia Hammond come aiutante quando a causa di una disgrazia i Thomas non possono più occuparsi di lei. Anna rimane nuovamente sola dopo la morte del signor Hammond, e siccome nessun parente della famiglia vuole prenderla in affido viene portata nell'orfanotrofio di Hopetown, dove rimane fino al giorno della sua adozione.
I benefattori di Anna sono gli anziani fratelli Marilla e Matthew Cuthbert che dimorano nella casa dal tetto verde (in originale Green Gables) nella cittadina di Avonlea, nell'isola del Principe Edoardo. I due fratelli in realtà avevano chiesto di adottare un ragazzo che potesse aiutarli nel lavoro dei campi, ma decidono comunque di tenere Anna nella loro famiglia dopo esservi affezionati. Per tutta la sua infanzia Anna non ha potuto godere di una sincera amicizia e solo ad Avonlea stringe un profondo rapporto con Diana Barry, inoltre la sua mancanza di educazione viene colmata da Marilla.
Anna viene profondamente offesa da Gilbert Blythe, un suo compagno di scuola, durante il loro primo incontro, e per questo motivo non gli rivolge la parola per molto tempo. Malgrado ciò il ragazzo tenta in più occasioni di scusarsi e solo parecchi anni dopo Anna riallaccia i rapporti con lui, stringendo un'amicizia che sfocerà in un amore.

## Creazione e caratterizzazione

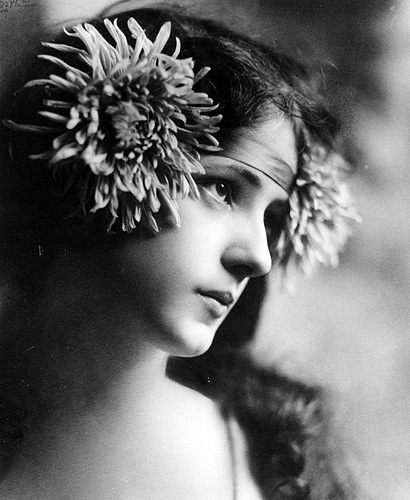
La foto di Evelyn Nesbit che ispirò Lucy Maud Montgomery.

Nel diario di Lucy Maud Montgomery compare una fotografia che ritrae il volto della modella Evelyn Nesbit. L'autrice, ignara dell'identità della modella, ha dichiarato di aver preso quel volto come fonte di ispirazione per quello di Anna.
Le vicende della vita di Anna rispecchiano in parte quelle dell'autrice. Secondo Irene Gammel, professoressa di inglese all'Università Ryerson, Montgomery ha incanalato in Anna il suo desiderio di recuperare la sua famiglia perduta, contrapposto a quello di indipendenza. Così facendo ha sia rispecchiato che placato le ansie delle sue lettrici, principalmente donne nubili che si affacciano all'urbanizzazione del XX secolo. La stessa Montgomery non poteva avere entrambe le cose, ma Anna sì: era sposata e altresì indipendente in quanto orfana.
Margaret Atwood associa Anna a Pippa, la giovane protagonista del poema drammatico Pippa Passes di Robert Browning: entrambi i personaggi sono orfani e circondati da una realtà avversa, ma portano inconsapevolmente il buonumore a coloro che incontrano. Lo stesso Browning viene letto da Anna e citato in vari punti del romanzo, tuttavia Margaret Atwood ritiene che Anna non avrebbe avuto modo di leggere tutto il poema in quanto ritrae una vicenda ben più realistica e corredata di elementi e personaggi giudicati scandalosi all'epoca della prima pubblicazione. Una simile descrizione dell'infanzia di Anna sarebbe stata data solo da Budge Wilson nel romanzo prequel del 2008 Sorridi, piccola Anna dai capelli rossi.
Atwood ritiene inoltre che il personaggio di Anna non ottenga uno sviluppo notevole nel corso del primo romanzo, almeno non quanto quello di Marilla. Anna è il catalizzatore che permette alla rigida Marilla di diventare più dolce, e tornare a esprimere le emozioni umane sepolte da tempo. Allo stesso tempo Magda Indiveri considera Anna un modello formidabile di differenza che si inserisce nel contesto patriarcale di una società limitata.

## Critica e influenza culturale

Francobolli canadesi dedicati ad Anna e a Green Gables in occasione del centesimo anniversario della pubblicazione del primo romanzo.

Nell'estate del 1908, in seguito alla prima pubblicazione del romanzo, il New York Times definì la protagonista «nell'insieme troppo stravagante» («altogether too queer») ritirando poi questa critica nel 1996. Secondo Mark Twain, Anna Shirley è «la più cara e la più toccante e adorabile ragazzina dai tempi dell'immortale Alice».
Per Antonio Faeti Anna è un'orfanella che combatte proprio lo stereotipo dell'orfanella. Al contrario degli altri personaggi letterari nella sua stessa situazione che piangono o non si liberano dalla crisi, Anna gusta ogni momento della sua vita e usa vista, udito e odorato per essere partecipe del mondo.
L'attrice Dawn Evelyeen Paris, alla quale i genitori cambiarono il nome di battesimo in Dawn O'Day, interpretò Anna Shirley nel film La figlia di nessuno del 1934. Per quell'occasione la RKO, come stratagemma pubblicitario, le fece assumere il nome del suo personaggio, che mantenne anche nel resto della sua carriera.
Due scrittrici canadesi, Alice Munro e Margaret Atwood, hanno dichiarato di aver preso ispirazione dai romanzo della Montgomery e al modello femminile di Anna Shirley. In particolare la Atwood ha battezzato un suo personaggio con il nome Cordelia, che Anna ha sempre voluto sostituire al suo perché appartenuto alla leggendaria regina.